# 联邦宪法保卫局
联邦宪法保卫局（德語：Bundesamt für Verfassungsschutz），簡稱憲保局（BfV），是德意志联邦共和国负责国家安全的部门之一，成立於1950年，总部位于科隆。

## 概述
1949年9月9日，德意志联邦共和国成立，1950年，德意志联邦共和国政府成立了联邦宪法保卫局。联邦宪法保卫局隶属于内政部，主要负责德国国内安全情报工作，其中最重要的一项是“负责监视出现在德国联邦之内的，某些违反自由、民主等基本准则的行为”。联邦宪法保卫局不允许携带枪支也不具有逮捕权。
1954年，联邦宪法保卫局第一任局长奥托·约翰在参加完7·20事件十周年纪念会后逃到东德，他后来在莫斯科受到了克格勃的审问，他回东德后受到了史塔西的监视，1955年奥托·约翰又回到了西德，他声称自己是之前是苏联特工绑架到东柏林的，但还是被西德法院判处四年监禁，他在1958年獲釋。
1956年，联邦宪法保卫局提供的材料是德国联邦宪法法院做出解散德国共产党的决定重要原因之一。随后几年，德国联邦宪法法院根据联邦宪法保卫局提供的材料解散了一些极端党派和团体。
在20世纪50年代到80年代末，联邦宪法保卫局与东德的史塔西进行了激烈的较量，部分联邦宪法保卫局的工作人员被史塔西拉下水，同时联邦宪法保卫局也逮捕了一些史塔西间谍。
1989年，东欧剧变。1990年，两德统一。联邦宪法保卫局把原来用于对付东欧和苏联的力量转移到对付恐怖主义组织、有组织犯罪集团、贩毒以及被禁止的技术出口等方面来。

## 組織
它的部门由局长和副局长直接领导：
- Z处：管理处
- IT处：IT技术支持与技术支持
- 1处：负责支持联邦宪法保卫局正常工作；
- 2处：负责反极端主义（左、右翼）；
- 3处：负责反间谍，和保护国家安全；
- 4处：负责反外国极端分子对安全所构成的威胁；
- 5处：负责反伊斯兰极端主义和恐怖主义。

## 歷任局長
| 名字                                          | 任职时间                    | 备注 |
| --------------------------------------------- | --------------------------- | --- |
| 奥托·约翰 Otto John                           | 1950年-1954年               | 1954年逃到东德，1955年又回到西德。他声称自己是被苏联特工绑架的，但还是被西德法院判处四年监禁。他在1958年被释放。 |
| 胡贝特·施吕贝尔斯 Hubert Schrübbers           | 1955年-1972年               | 1954年7月26日在奥托·约翰叛逃东德以后暂时代理局长职位。                                                           |
| 金特·诺劳 Günther Nollau                      | 1972年-1975年               | |
| 里夏德·迈尔 Richard Meier                     | 1975年-1982年               | |
| 黑里贝特·海伦布罗赫 Heribert Hellenbroich     | 1983年-1985年               | |
| 路德维希-霍尔格·普法尔斯 Ludwig-Holger Pfahls | 1985年-1987年               | |
| 格哈德·伯登 Gerhard Boeden                    | 1987年-1991年               | |
| 埃卡特·韦特巴赫 Eckart Werthebach             | 1991年-1995年               | |
| 汉斯约格·盖格尔 Hansjörg Geiger               | 1995年-1997年               | |
| 彼得·弗里施 Peter Frisch                      | 1997年-2000年               | |
| 海因茨·弗罗姆 Heinz Fromm                     | 2000年-2012年7月1日         | |
| 汉斯-格奥尔格·馬森 Hans-Georg Maaßen          | 2012年7月1日至2018年11月8日 | |
| 托马斯·哈尔登旺 Thomas Haldenwang             | 2018年11月8日至今           | |

## 義務和責任
主要关注的问题：
- 極右翼分子和极右翼团体、政党，主要是法西斯主义、纳粹主义、种族主义和仇视外国人的团体，
  - 謀求恢復帝的帝國公民運動[3]
  - 自治者
  - 否定政府合法性的反宪法者
- 極左翼分子和极左翼团体、政党，特别是宣扬共产主义、无政府主义的党派和团体
- 伊斯兰極端分子或恐怖分子
- 外国极端主义组织（如库尔德工人党等）
- 情报活动、间谍、网络攻击及其他代表外国势力的行为
- 山达基教[4]
- 对民主、法律和秩序产生威胁的有组织犯罪行为。

一些组织活动增快了相关法律的颁布和实行，如保护国家信息安全，对外国服务进行监控，或预防有组织犯罪等法律。

## 參见
- 《德意志聯邦共和國基本法》
- 德国联邦宪法法院
- 德國聯邦內政部
- 联邦情报局
- 德国执法机构